# Socorro Santana
Maria do Socorro Santana Ramos  (Regeneração, Piauí, 20 de abril de 1925). 

## Biografia
Filha de Abdon José de Santana e Luisa Oliveira Santana. Casada com Raimundo Moreira Ramos e mãe de nove filhos. Membro da UBE (PI). Foi presidenta e fundadora da Academia de Letras do Médio Parnaiba, sediada na cidade de Amarante (Piauí). 
Escritora, poetisa e musicista. Autora de vários hinos cívicos e religiosos, como: Hino do Padroeiro São Gonçalo e Hino Municipal da cidade de Regeneração. Classificada no Concurso Nacional da "OICC" e pela Litteris Editora, do Rio de Janeiro. É co-autora de "Anuário de Escritores", "Prazer de escrever" e "Meu Primeiro Amor". Citada em "Visão Histórica da Literatura Piauiense" de Herculano Moraes e no "Dicionário Biográfico Escritores Piauienses de Todos os Tempos" e "Dicionário Biobibliográfico de escritores Brasileiros Contemporâneos", ambos de Adrião Neto. Formulou parecer junto ao literato piauiense Climério Ferreira e do prefaciador regenerense Prof. Manoel Paulo Nunes em "Contos Encantados" de Nileide Soares, em 2002. É portadora do grau de Comendador da Ordem do Mérito Renascença do Piauí - 1998. 

### Vultos de rua
Uma marca da obra de Socorro Santana em Terra de Bruenque, é sua determinação de retratar as pessoas comuns de seu cotidiano.
 Em seus textos se destacam os - como a escritora define - "vultos de rua", personalidades da história do município
 de Regeneração que chamavam atenção por suas peculiaridades. 
Em meio a esses "vultos" havia políticos, músicos, pessoas simples, deficientes e até mesmo loucos. 
Destacam-se:
- Silifura
- Joaquim Pitão
- João Cascavel
- Maria Cosme
- Mané Pacuná
- Pedro Ovo

Entre outros personagens.